# Мюльхаузен (Тюрингия)
Мю́льхаузен (нем. Mühlhausen) — девятый по величине город в федеральной земле Тюрингия в Германии. Расположен на северо-западе Тюрингии, на реке Унструт. Население города: 33 201 (31 декабря 2014). Близлежащие крупные города: Эрфурт (около 55 км на юго-восток), Гёттинген (около 60 км на северо-запад), Кассель (около 85 км к западу).
В Средние века Мюльхаузен был вторым по величине городом Тюрингии, уступая только Эрфурту. Обширный исторический центр города с многочисленными церковными шпилями и крепостной стеной избежал разрушения во время Второй мировой войны. Известен благодаря крупнейшей в Германии ярмарке Mühlhäuser Kirmes (Мюльхойзер Кирмес), которая впервые состоялась в 1877 году.

## История
Первое упоминание о городе, который в документах назван mulinhuson, датируется 967 годом. В XI веке появилась старая часть города, во времена Фридриха I Барбароссы в XII веке вокруг церкви Девы Марии (Мариенкирхе) образуется новый город. До 1803 г. имел статус вольного имперского города.
В ГДР рассматривался вопрос о переименовании Мюльхаузена в Томасмюнцерштадт («город Томаса Мюнцера»). Этот человек в 1524—1525 гг. стал вдохновителем протестного движения горожан, переросшего в крестьянское восстание. После поражения восставших в бою у города Франкенгаузен Мюнцер бежал в Мюльхаузен, где был схвачен, подвергнут пыткам и обезглавлен.
В 1707—1708 гг. в городском соборе (церкви Святого Власия) служил органистом Иоганн Себастиан Бах. В память об этом на одной из улиц установлен памятник композитору. Также из Мюльхаузена происходил инженер Джон Рёблинг, спроектировавший Бруклинский мост и писатель Ханс Бендер .
C 1944 по 1945 год непосредственно рядом с городом функционировал женский концентрационный лагерь, являвшийся подразделением концентрационного лагеря Бухенвальд.